# درخت چوب‌سربی
درخت چوب‌سربی (نام علمی: Combretum imberbe) نام یک گونه از سرده گاروم‌زنگی‌ها است.